# Leónidas Plaza Gutiérrez
Leónidas Plaza Gutiérrez, ekvadorski general, * 1866, † 1932.
Bil je predsednik Ekvadorja med letoma 1901 in 1905 ter med 1912 in 1916.